# Керъл Алт
Керъл Алт (на английски: Carol Alt) е американски супермодел и актриса.

## Биография

### Произход
Тя е третото от четирите деца в семейството. Керъл Алт има две сестри – Кристин и Карен, също и брат Антъни.

### Кариера
Първата ̀й голяма стъпка в света на модата е през 1980 г. когато тя е на корицата на списание „Harper's Bazaar“. От 1986 г. тя се снима във филми и сериали. Снима се в сериали като: „Гръм в рая“ (1994), „Амазонка“ (1999) и други.

### Личен живот
През 1983 г. тя сключва брак с Рон Грешнър, професионален играч по хокей, който се състезава за „Ню Иорк Рейнджърс“. Развеждат се през 1996 г. Оттогава тя има връзка с друга звезда на хокея – руснакът Алексей Яшин.

## Филмография
- My First Forty Years (1987)
- Bye Bye Baby (1988)
- Via Montenapoleone (1986)
- La più bella del reame (1989)
- Mortacci (1989)
- Vendetta: Secrets of a Mafia Bride (1990)
- Beyond Justice (1990)
- Un piede in paradiso (1991)
- Il Principe Del Deserto (1991)
- Miliardi (1991)
- Anni 90 – Parte II (1993)
- Thunder in Paradise (1994)
- Private Parts (1997)
- Revelation (1999)
- Amazon (1999)
- Snakehead Terror (2004)
- Signs of the Cross (2005)
- Fatal Trust (film tv) (2006)
- Piper (2007)
- Caterina e le sue figlie 2 (2007)